# Tijgeroog
Tijgeroog is een kwarts-variëteit. De kleur van de steen is geelbruin tot bruin, streperig en ondoorschijnend.

## Voorkomen
Vindplaatsen zijn onder andere Afrika, India, Mexico, Californië en Australië.

## Ontstaan
Tijgeroog ontstaat door de verkiezeling van zwartblauwe asbestvezels die crocidoliet worden genoemd. Daarbij ontstaan vaste insluitsels van haarachtige kristallen in het kwarts. Door de oxidatie van de oorspronkelijke crocidolietvezels ontstaan de goud glanzende limonietvezels van de steen.
Tijgeroog wordt zo genoemd omdat de steen een lichtreflectie heeft die aan het oog van een tijger doet denken. Dit spleetvormig lichteffect heet chatoyeren of ‘kattenoogeffect’. Wanneer de steen cabochon (bol) geslepen wordt, is het kattenoogeffect het beste zichtbaar. De kleur van de steen geeft hem zijn naam: de rode soort heet Kattenoog, de blauwe Valkenoog en de gele Tijgeroog (goudgeel, goudbruin).

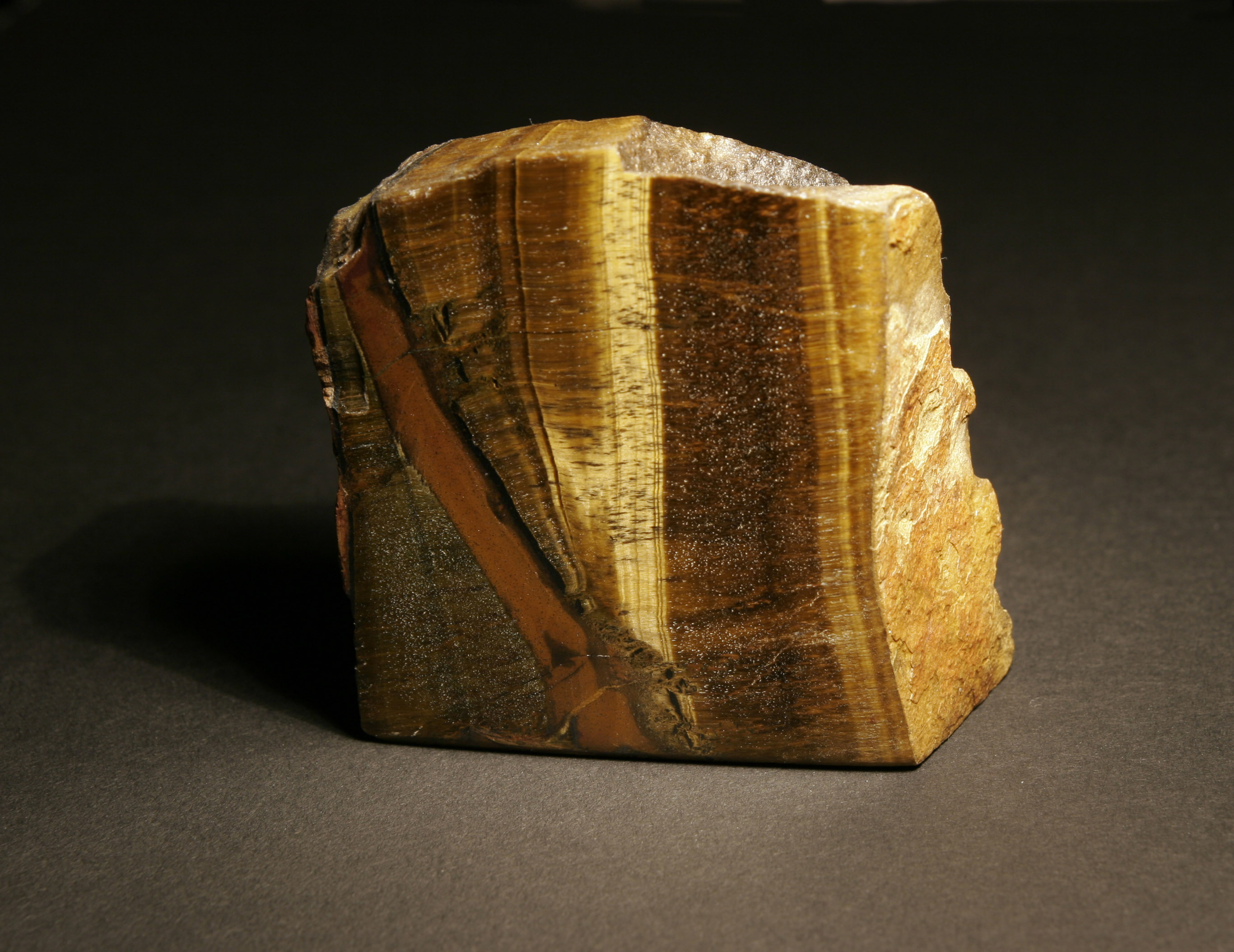
Tijgeroog
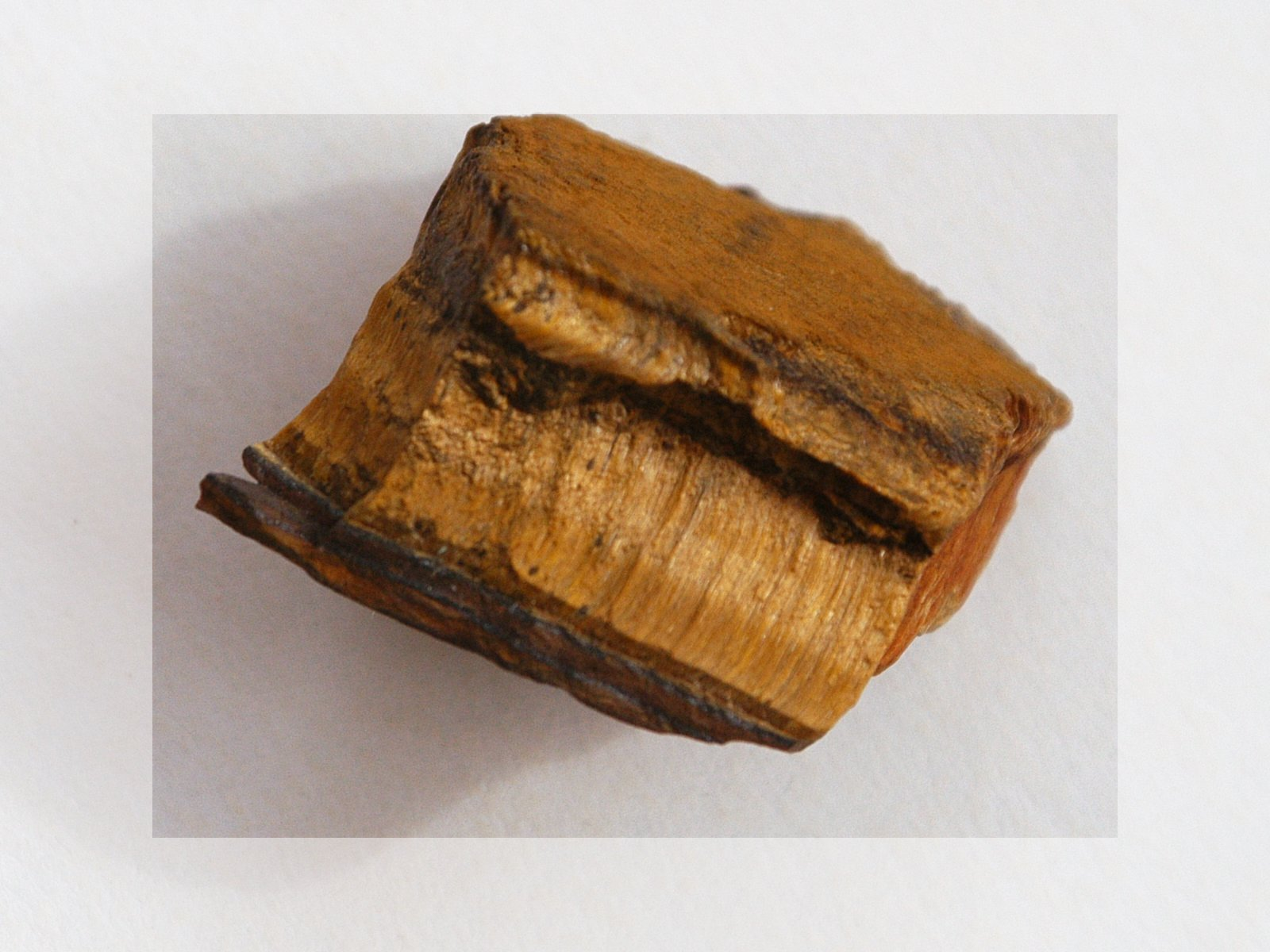
Onbewerkt tijgeroog
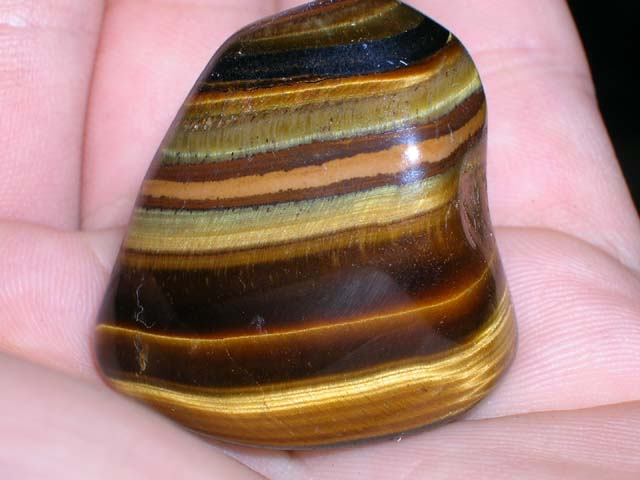
Bewerkt tijgeroog